# Cyclophora orbiculopendula
Cyclophora orbiculopendula är en fjärilsart som beskrevs av Tutt 1907. Cyclophora orbiculopendula ingår i släktet Cyclophora och familjen mätare. Inga underarter finns listade i Catalogue of Life.